# Зірка (Лубни)
«Зірка» — український радянський футбольний клуб із Лубен.

## Історія
У середині 1920-х років військові з місцевого гарнізону РСЧА створили в Лубнах команду «Червоноармієць».
У середині 1950-х років у місті існувала армійська команда Лубенського будинку офіцерів (ЛБО), яка стала срібним призером Кубка ККВО у 1958 році та брала участь в обласному кваліфікаційному турнірі до чемпіонату України серед КФК у 1959 році. Пізніше лубенські армійці виступали під назвою «Чапаєвець». Довгий час тренував колектив Макс Ісакович Шафір.
У 1982 році за ініціативи начальника фізпідготовки військової частини міста в Лубнах на базі спортроти відродили армійську команду, яка отримала назву «Зірка». В ній були зібрані найкращі футболісти з військових строкової служби, які грали в різних командах майстрів. Серед них: Ігор Китайко, Сергій Лукаш, Андрій Северин. Місцевих гравців у команді не було.
У рік дебюту команда здобула «срібло» обласного чемпіонату, а в 1983 році першою з лубенських команд стала чемпіоном області.
У 1985 році на базі «Зірки» за фінансової підтримки райради було створено нову загальноміську команду «Сула», яка відразу почала виступи в чемпіонаті УРСР серед КФК.

## Досягнення
Чемпіонат Полтавської області
- Чемпіон (1): 1983
- Срібний призер (1): 1982